# Ел Симарон Гранде (Маскота)
Ел Симарон Гранде (шп. El Cimarrón Grande) насеље је у Мексику у савезној држави Халиско у општини Маскота. Насеље се налази на надморској висини од 1660 м.

## Становништво
Према подацима из 2005. године у насељу је живео 1 становник.

### Хронологија
| Година       | 2000       | 2005 |
| ------------ | ---------- | ---- |
| Становништво | 11 (7 / 4) | 1    |

### Попис
| # | Индикатор                        | Вредност |
| - | -------------------------------- | -------- |
| 1 | Укупно појединачних домаћинстава | 1        |